# Gli Incredibili - Una "normale" famiglia di supereroi
Gli Incredibili - Una "normale" famiglia di supereroi (The Incredibles) è un film d'animazione del 2004 scritto e diretto da Brad Bird, prodotto da Pixar Animation Studios e distribuito da Buena Vista International (Walt Disney Pictures).
È una commedia che si ispira ai fumetti e ai film di supereroi e di spionaggio degli anni sessanta. Il cast vocale è formato da Craig T. Nelson, Holly Hunter, Samuel L. Jackson, Sarah Vowell, Spencer Fox, Jason Lee e lo stesso Brad Bird.
La pellicola è il sesto lungometraggio della Pixar ed il primo ad avere unicamente personaggi umani (anche se dotati di superpoteri). È una delle commedie di supereroi e il film d'animazione con supereroi di maggiore successo commerciale.

## Trama
Nel 1947, nella città statunitense di Metroville, da molti anni i supereroi sono al servizio dei cittadini e combattono il crimine con i loro superpoteri, alleandosi con i poliziotti. Tra di essi vi sono Robert "Bob" Parr, detto Mr. Incredibile, dotato di una forza sovrumana, Helen, alias Elastigirl, in grado di deformarsi come un elastico, e Lucius Best, detto Siberius, migliore amico di Bob ed Helen, con la capacità di creare e manipolare il ghiaccio.
Un giorno, Mr. Incredibile trova a bordo della sua auto un ragazzino di nome Buddy Pine, che gli dice di essere un suo grandissimo ammiratore e gli chiede di poter diventare il suo aiutante con il nome di Incrediboy, ma il supereroe rifiuta. Più tardi Mr. Incredibile, mentre sventa un suicidio, sfonda la finestra di una banca, dove poco dopo si verifica un'esplosione a causa di una bomba piazzata dall'attentatore francofono Bomb La Tour. Sul posto sopraggiunge di nuovo Buddy e, durante una discussione con Mr. Incredibile, Bomb La Tour ne approfitta per attaccare una bomba al suo mantello. Mentre Buddy vola via con i suoi razzo-stivali, Mr. Incredibile si aggrappa ad esso e rimuove la bomba, facendola cadere sui binari di una ferrovia sopraelevata. La bomba esplode mentre è in arrivo un treno, costringendo Bob a fermarlo, ma i danni al treno e ai passeggeri sono notevoli. Poche ore dopo, Mr. Incredibile ed Elastigirl si sposano.
In seguito, un cinegiornale racconta che, a seguito degli effetti collaterali delle imprese dei supereroi, molti cittadini hanno tentato cause contro di loro: di conseguenza, il governo ha deciso di rendere illegale l'attività dei supereroi, garantendo loro l'amnistia sicché smettano di esercitare i loro poteri e si ritirino in anonimato.
Quindici anni dopo, nel 1962, Bob e Helen conducono una vita apparentemente normale in un contesto medio-borghese, nella periferia della città. La coppia ha avuto tre figli: Violetta, quattordicenne timida e introversa che può rendersi invisibile e creare impenetrabili campi di forza, Flash, ragazzino di dieci anni competitivo e un po' sbruffone in grado di correre a velocità elevatissima, e il piccolo Jack-Jack, di un anno, che non manifesta ancora alcun superpotere. Bob lavora come impiegato in un'azienda assicurativa ed ha nostalgia della sua vita da supereroe. Aiuta segretamente i clienti a svantaggio dell'azienda, con disappunto del suo capo, il signor Huph; inoltre interviene anonimamente per sventare piccoli crimini e salvare persone in pericolo insieme a Siberius.
Un giorno, Huph impedisce a Bob di fermare una rapina; quest'ultimo si arrabbia e scaraventa violentemente il capo, venendo per questo licenziato. Tornato a casa una donna di nome Mirage offre segretamente a Bob la missione di domare un gigantesco robot da combattimento chiamato Omnidroide, libero su un'isola. Tenendo la moglie all'oscuro di ciò, l'uomo parte per l'isola e, dopo alcune difficoltà, riesce nell'impresa. Rinvigorito dall'azione e dalla lauta paga, Bob si allena per rimettersi in forma e chiede alla costumista dei supereroi Edna Mode di riparare uno strappo al suo vecchio costume.
Tempo dopo Mirage contatta nuovamente Mr. Incredibile per affidargli un altro incarico: lasciando ancora Helen all'oscuro di ciò, Bob torna sull'isola, dove viene attaccato da una nuova versione potenziata dell'Omnidroide. Il robot lo sconfigge e lo imprigiona facilmente, per poi venire fermato da uno strano personaggio con un telecomando. Egli si rivela essere Buddy Pine, il quale, rimasto amareggiato dal rifiuto di Bob, è cresciuto maturando odio verso i supereroi. Ribattezzatosi Sindrome, ha accumulato un grande patrimonio producendo armi hi-tech. Fuggito da Sindrome, Bob accede al suo computer, nel quale scopre che l'Omnidroide è stato realizzato in varie versioni, perfezionate e modificate nel corso degli anni, uccidendo molti supereroi, e Sindrome intende inviare a Metroville la versione finale del robot tramite uno spazioplano, dove causerà danni e distruzione.
Nel frattempo Edna mostra a Helen le nuove tute per lei e i suoi figli, realizzate all'insaputa di Bob. La donna scopre così che il marito è stato licenziato e ha ripreso l'attività come supereroe. Preoccupata per lui, aziona il localizzatore presente nella nuova tuta di Bob. In questo modo, però, segnala la presenza di Mr. Incredibile nella base segreta di Sindrome, il quale lo cattura. Helen decide di andare a salvare il marito e raggiunge l'isola con un jet privato, dove, contro il suo volere, si sono nascosti anche i suoi figli maggiori, che hanno lasciato Jack-Jack a una giovane baby sitter. L'aereo viene intercettato ed abbattuto da alcuni missili terra-aria fatti lanciare da Sindrome, ma i tre riescono a sopravvivere e a raggiungere l'isola.
Nel frattempo Mirage, delusa dall'insensibilità di Sindrome, libera Bob e lo informa che la sua famiglia è sopravvissuta e si trova sull'isola. Lui ed Helen si ricongiungono e, dopo essere fuggiti dalla base, si riuniscono con i figli, ma Sindrome li trova e li cattura. Mentre l'Omnidroide è già arrivato sulla terraferma e sta distruggendo la città, Sindrome svela le sue intenzioni: interverrà per fermare il robot e diventerà il nuovo idolo della folla, soppiantando i vecchi supereroi; molto tempo dopo venderà le sue armi, in modo tale che, a lungo andare, tutti possano disporre di superpoteri per mezzo di esse e nessuno sia più "super" di nessuno.
Mr. Incredibile, Elastigirl, Flash e Violetta riescono a liberarsi grazie ai superpoteri di quest'ultima e, con l'aiuto di Mirage, raggiungono con un razzo la città attaccata dal robot. Qui Sindrome tenta di mettere in atto il suo piano controllando il robot con un telecomando, ma l'Omnidroide si rende conto di ciò e attacca Sindrome, stordendolo. Gli Incredibili e Siberius, unendo le forze, combattono contro l'Omnidroide, e riescono ad avere la meglio; i supereroi tornano così ad essere ben visti dalla popolazione mentre Sindrome si risveglia e vede che il suo piano è fallito. I Parr fanno ritorno a casa, ma vi trovano Sindrome che vuole rapire Jack-Jack per farlo diventare il suo aiutante e renderlo nemico della sua stessa famiglia. Sindrome vola via con Jack-Jack, il quale però si ribella dimostrando di avere superpoteri di mutaforma: Sindrome sbatte la testa e fa cadere il bambino, che viene recuperato da Elastigirl, mentre Bob scaraventa un'auto contro il criminale, che finisce risucchiato da un reattore dell'aereo, che esplode uccidendolo.
Tre mesi dopo, Violetta è diventata più sicura di sé e ottiene un appuntamento con un suo compagno di scuola, mentre Flash può finalmente praticare sport e partecipa ad una gara di corsa, controllando i suoi superpoteri e arrivando sempre secondo. Al termine della competizione, dal sottosuolo emerge un'enorme trivella da cui esce un nuovo pericoloso criminale, che si presenta come "Il Minatore". Bob, Helen, Violetta, Flash e Jack-Jack indossano le loro maschere e si preparano ad entrare in azione per fermarlo.

## Personaggi
- Robert "Bob" Parr / Mr. Incredibile (Mr. Incredible)
È il protagonista del film, marito di Helen e padre di Violetta, Flash e Jack-Jack. È un supereroe dotato di una forza sovrumana e di una quasi totale invulnerabilità fisica. Amante dell'azione, uomo di casa e grande lavoratore, non riesce ad accettare il fatto di non poter più fare il supereroe e di dover lavorare come impiegato di una compagnia di assicurazioni, un mestiere che lo deprime. Dopo essersi ritirato è diventato sovrappeso, per poi allenarsi e tornare in perfetta forma fisica in occasione del suo ritorno in azione.
È doppiato in inglese da Craig T. Nelson.

- Helen Parr / Elastigirl
È la protagonista femminile del film, moglie di Mr. Incredibile e madre di Violetta, Flash e Jack-Jack. Può allungarsi, piegarsi, assottigliarsi e assumere varie forme (la si vede diventare un paracadute e un gommone e usare le sue braccia come altalena e come fionda), in quanto il suo corpo ha la stessa consistenza della gomma. Inizialmente sembra manifestare idee femministe e non avere intenzione di sposarsi; dopo il matrimonio con Bob, diventa una moglie e una madre devota, occupandosi a tempo pieno della casa e dei figli, sebbene sia frustrata dai continui sogni di gloria del marito, a differenza del quale ha accettato il fatto di non poter più essere un'eroina. Helen è anche un'esperta pilota di jet, grazie ad un amico che le ha insegnato ciò quando era Super. Il suo spirito acuto, le sue capacità di spionaggio e la sua esperienza come Super la rendono la tattica e leader della famiglia.
È doppiata in inglese da Holly Hunter.

- Violetta Parr (Violet Parr)
Primogenita di Bob ed Helen e sorella maggiore di Flash e di Jack-Jack, ha 13 anni ed è in grado di diventare invisibile e di creare campi di forza impenetrabili. Per quasi tutto il film è un'adolescente timida, insicura e introversa, che si vergogna dei propri superpoteri, in quanto vorrebbe non averli e desidera fortemente essere una persona "normale". Diventa più socievole e sicura di sé in seguito all'avventura che vive insieme alla sua famiglia. Ha una cotta per Tony Rydinger, un suo affascinante compagno di scuola, con il quale avrà un appuntamento alla fine del film.
È doppiata in inglese da Sarah Vowell.

- Flash Robert Parr (Dashiell "Dash" Robert Parr)
Fratello di Violetta e di Jack-Jack e secondogenito di Bob ed Helen, ha 10 anni ed è un ragazzino furbo, burlone e combinaguai. È in grado di muoversi e correre ad una velocità elevatissima, al punto tale da non essere visto (all'inizio del film viene addirittura convocato dal preside della sua scuola in quanto ha sfruttato il suo superpotere per cercare di passare inosservato mentre metteva una puntina sulla sedia del suo insegnante). Desidera fortemente praticare dello sport, ma inizialmente la madre glielo nega in quanto non riuscirebbe a tenere a freno i suoi poteri; alla fine viene mostrato che è riuscito nel suo intento, riuscendo a controllarsi e ad arrivare sempre secondo. Nella versione originale il suo nome è Dashiell, abbreviato in "Dash", che in inglese significa "scatto".
È doppiato in inglese da Spencer Fox.

- Jack-Jack Parr
Terzogenito di Bob ed Helen, è il più piccolo della famiglia, un tenero bimbo di 2 anni che inizialmente non sembra avere alcun potere, ma verso la fine del film manifesta poteri metamorfici.
È doppiato in inglese da due doppiatori diversi: Eli Fucile e Maeve Andrews.
- Lucius Best / Siberius
Migliore amico di Bob, è un supereroe con il potere di dominare il freddo: è in grado di generare muri, distese e getti di ghiaccio, di congelare cose e persone e di pattinare ad elevata velocità su piste di ghiaccio da lui create, sfruttando l'umidità dell'aria o l'acqua del suo stesso corpo. Dopo il ritiro dall'attività di supereroe si è sposato con una donna di nome Honey, ma non si sa se abbia un lavoro e quale. La sua super-tuta è azzurra e bianca.
È doppiato in inglese da Samuel L. Jackson.

- Edna "E" Mode
È una stilista, amica di vecchia data di Bob e di Helen. Ha disegnato i costumi di tutti i supereroi presenti nel film ed ha presenziato al matrimonio dei protagonisti insieme a Lucius Best/Siberius e altri supereroi. Dopo la messa al bando dei super continua a fare la stilista, apparendo in una sfilata a Milano, anche se dichiara di non avere una buona opinione del mondo dell'alta moda. Nonostante la sua bassa statura, ha un carattere deciso e non si lascia mettere i piedi in testa. Le super-tute che ha inventato per la famiglia Parr sono progettate e fabbricate in modo da resistere a condizioni ambientali estreme, esplosioni, attorcigliamenti e strappi e sono senza mantelli, in quanto ritiene che i mantelli possano impigliarsi oppure venire risucchiati e risultare letali (come accaduto ad alcuni supereroi in passato e come accadrà alla fine del film a Sindrome).
È doppiata dal regista Brad Bird.

- Buddy Pine / Incredi-Boy / Sindrome (Syndrome)
È l'antagonista principale del film. Da adolescente si faceva chiamare Incredi-Boy e nutriva grande rispetto ed ammirazione verso tutti i supereroi, soprattutto Mr. Incredibile, del quale voleva diventare l'assistente, ed era euforico e volenteroso, ma anche impulsivo ed ingenuo. Dopo che Mr. Incredibile ha rifiutato più volte il suo aiuto, ha iniziato a provare odio verso i supereroi ed il crescere con tale sentimento lo ha portato ad un cambio di personalità, diventando cinico, crudele, arrogante, spietato e desideroso di vendetta verso i Super ed iniziando a farsi chiamare Sindrome. Non ha superpoteri naturali, ma grazie alla sua intelligenza, che lo ha reso un vero e proprio genio del male, è diventato ricchissimo inventando e vendendo nel mercato nero armi e veicoli ad alta tecnologia, tra cui vi sono gli stivali che gli consentono di volare e i guanti con cui spara raggi che immobilizzano e spostano oggetti e persone. Grazie ai molti soldi guadagnati, è diventato proprietario di un'intera isola nell'oceano, non riportata sulle mappe e dotata di un sistema di lancio di missili a scopo difensivo, di sofisticati apparati tecnologici di allarme, di futuristici mezzi di trasporto e di uno staff di guardie militari. I dispositivi creati da lui utilizzano principi come la robotica, l'antigravità e l'energia del punto zero.
È doppiato in inglese da Jason Lee.
- Mirage
Assistente personale di Sindrome, nonché coordinatrice dei suoi sistemi informatici e spia al suo servizio, è lei ad attirare in trappola Mr. Incredibile sull'isola, contattandolo per farlo combattere contro l'Omnidroide. È una giovane donna molto affascinante, riflessiva, elegante e sofisticata, con lunghi capelli argentati e grandi occhi verdi. Inizialmente fedele al proprio capo, si renderà poi conto della differenza tra il cinismo e la spietatezza di quest'ultimo ed il valore umano di Mr. Incredibile e della vita dei suoi figli, liberandolo ed aiutando lui e la sua famiglia a lasciare l'isola.
È doppiata in inglese da Elizabeth Peña.

## Produzione
(Brad Bird)
Brad Bird, scrittore e regista del film, ebbe l'ispirazione per la pellicola dalle proprie esperienze personali: a metà degli anni novanta Bird si districava tra la famiglia, appena formatasi, e il suo lavoro come regista e sceneggiatore nel team de I Simpson, che costituiva anche la sua passione. Bird era inoltre molto frustrato: ogni film che cercava di sviluppare non riusciva a prendere vita. La situazione vissuta da Bob Parr nel film è molto simile a quella di Bird, perché non riesce a concentrarsi su entrambe le cose contemporaneamente. Secondo l'autore, se si fosse concentrato troppo su una cosa, avrebbe perso di vista l'altra. La storia venne, però, messa da parte, in favore de Il gigante di ferro. Nel 1999, quando il film era ormai completato, Bird decise di proporre la sceneggiatura agli studi della Warner Bros. Animation, ma questi chiusero pochi mesi dopo. Venne allora chiamato da John Lasseter, suo vecchio amico, che gli offrì un posto da regista alla Pixar. Bird accettò e decise di mostrare la sua sceneggiatura, ampiamente rivista e corretta, agli studi d'animazione californiani. La proposta venne accolta e, nel 2000, la produzione de Gli Incredibili iniziò.
Con budget stimato intorno ai 92.000.000 $ e una lavorazione durata circa quattro anni, è considerato uno dei più complessi film Pixar mai prodotti.
Gli artisti che lavorarono al film idearono più di cento set e dozzine di vestiti, alcuni dei quali apparivano nella pellicola solo per una manciata di inquadrature. Gli animatori dovettero far fronte anche a diversi problemi: la simulazione dell'acqua (già affrontata in maniera estesa in Alla ricerca di Nemo) e quella degli esseri umani. Il film, infatti, è il primo a basare la propria trama completamente su soggetti umani. Il team di lavoro fece diverse ricerche e Bird mise subito in chiaro di non desiderare l'iperrealismo tipico dei prodotti DreamWorks Animation, ma di voler puntare più sulla credibilità, sul fatto che quello che gli spettatori avrebbero visto fosse plausibile. Per questo gli artisti studiarono la muscolatura umana, per meglio simulare i movimenti dei personaggi, la pelle e i capelli. Il design di tutti i personaggi secondari deriva da quello di Universal Man, ovvero un personaggio creato con generalità e caratteristiche generiche. Ogni personaggio, ad eccezione dei protagonisti, non è altro che una versione modificata (testa schiacciata, stazza differente, cambiamenti del viso) dell'Universal Man.

## Colonna sonora
(Recensione del sito allmusic.com)
La colonna sonora de Gli Incredibili è stata composta da Michael Giacchino, scelto dal regista per dare alla pellicola un tono tipico degli anni '60 e dei film di spionaggio del periodo, come Agente 007 - Licenza di uccidere o Agente 007 - Al servizio segreto di Sua Maestà, sebbene inizialmente Bird avesse scelto John Barry. Dopo alcuni demo (udibili nel trailer della pellicola), però, il compositore abbandonò il progetto, affermando di non voler lavorare in un cartone animato.
La partitura si distacca dai precedenti lungometraggi Pixar, in quanto assume un tono più adulto e serioso, lontano dalle musiche di Randy Newman, compositore abituale degli studi d'animazione californiani. Il film, inoltre, è stato il primo a non contenere canzoni. La tracklist è composta da 19 tracce:

### Tracce
1. The Glory Days – 3:32
2. Mr Huph Will See You Now – 1:35
3. Adventure Calling – 2:27
4. Bob vs. The Omnidroid – 2:53
5. Lava in the Afternoon – 1:29
6. Life's Incredible Again – 1:23
7. Off to Work – 1:59
8. New and Improved – 2:15
9. Kronos Unveiled – 3:16
10. Marital Rescue – 2:19
11. Missile Lock – 2:07
12. Lithe or Death – 3:24
13. 100 Mile Dash – 3:07
14. A Whole Family of Supers – 3:27
15. Escaping Nomanisan – 1:45
16. Road Trip! – 2:27
17. Saving Metroville – 5:03
18. The New Babysitter – 3:26
19. The Incredits – 7:21

Durata totale: 55:15

## Distribuzione
Il film d'animazione è uscito nelle sale italiane il 26 novembre 2004 su distribuzione Buena Vista.

### Edizione italiana
La direzione del doppiaggio e i dialoghi italiani sono a cura di Carlo Valli, per conto del Cast Doppiaggio srl.

### Edizione home video
Il film è stato distribuito nel formato DVD, UMD per la console PSP e in un'edizione in VHS limitata. Tutti i film successivi a Gli Incredibili, a cominciare da Ratatouille, saranno disponibili solo nei formati DVD e Blu-ray Disc.

#### DVD
Il DVD del film è stato distribuito a partire dal 15 marzo 2005 ed ha vinto il premio Miglior DVD d'animazione agli Italian DVD Awards 2005.
Diviso in due dischi, il cofanetto comprende diversi video, dietro le quinte e scene tagliate.

### Streaming
Il film è disponibile per la visione in streaming sulla piattaforma Disney+.

## Accoglienza

### Incassi
Al botteghino, nonostante le basse aspettative, il film ha incassato oltre 70 milioni di dollari durante il primo week-end di programmazione, la più alta cifra per un film Pixar. La pellicola ha ricavato complessivamente 631.442.092 dollari, facendone la commedia di supereroi e il film d'animazione con supereroi di maggiore successo commerciale.

### Critica

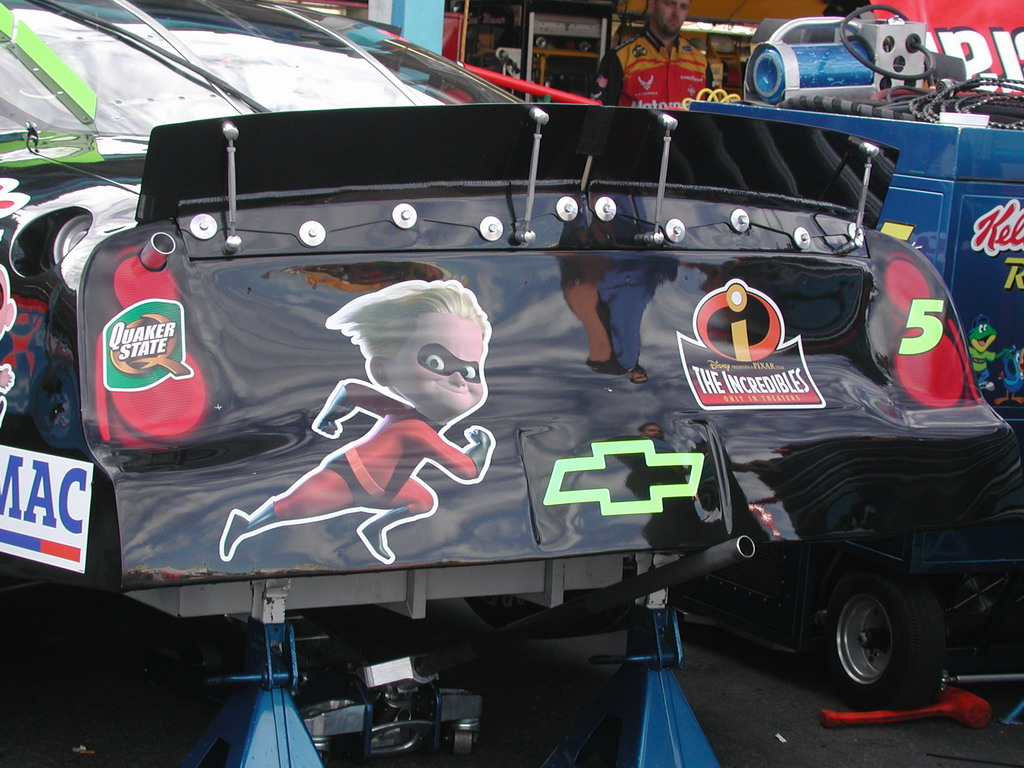
Adesivi del film, posti su un'auto del campionato NASCAR

La critica americana accolse positivamente il film, che detiene il 97% di freschezza sul sito Rotten Tomatoes. La rivista Rolling Stone lo ha definito "Uno dei migliori film dell'anno". Anche il critico Roger Ebert ha applaudito il film, descrivendolo come una pellicola che può essere vista attraverso diverse lenti. Se inizialmente appare come un semplice cartone per bambini, mano mano che il film procede, l'umorismo diventa più adulto e la critica alla società più spietata. Eleanor Ringel Gillespie, dell'Atlanta Journal-Constitution, al contrario, ha scritto che "I maghi della Pixar fanno egregiamente il loro lavoro; vorresti solo che facessero altro".
Sul versante italiano le critiche sono state per la maggior parte positive, anche se non entusiastiche. Armando Funagalli e Luisa Cotta Ramosino lo definiscono un film con cuore:
Marco Spagnoli, su Fantascienza.com, lo percepisce come un esperimento riuscito a metà:
Il sito cinematografico FilmUP.com lo promuove, sottolineandone, però, la durata, che porta ad alcuni momenti sofferti:
FantasyMagazine, invece, sottolinea l'incompiutezza della pellicola e la sceneggiatura mediocre:
Anche il critico Francesco Lomuscio denigra il film per la piattezza della sceneggiatura e l'eccessiva durata della pellicola:
Il film, inoltre, è presente nella Top 250 del sito Internet Movie Database, alla posizione 151, con un voto di 8.1.

### Primati
Il film è apparso nelle classifiche dei migliori film del 2004 di diversi critici cinematografici.
- 1º - Joe Morgenstern, The Wall Street Journal
- 2º - Chris Kaltenbach, Baltimore Sun
- 2º - Kenneth Turan, Los Angeles Times
- 2º - Ken Tucker, New York Magazine
- 2º - Desson Thomson, Washington Post
- 3º - Lisa Schwarzbaum, Entertainment Weekly
- 3º - Owen Gleiberman, Entertainment Weekly
- 3º - Jack Mathews, New York Daily News
- 4º - Lou Lumenick, New York Post
- 4º - Glenn Kenny, Première
- 5º - Peter Travers, Rolling Stone
- 5º - David Edelstein, Slate
- 5º - Mike Clark, USA Today
- 5º - Kimberley Jones, Austin Chronicle

- 5º - Marc Savlov, Austin Chronicle
- 7º - Michael Sragow, Baltimore Sun
- 7º - Stephanie Zacharek, Salon.com (a pari merito con Spongebob - Il film)
- 8º - Michael WIlmington, Chicago Tribune
- 9º - A.O. Scott, New York Times
- 10º - James Berardinelli, ReelViews (a pari merito con Polar Express)
- top 10 - Ella Taylor, LA Weekly
- top 10 - Ron Stringer, LA Weekly
- top 10 - Steven Rea, Philadelphia Inquirer
- top 10 - Shawn Levy, Portland Oregonian
- top 10 - William Arnold, Seattle Post-Intelligencer

## Riconoscimenti
- 2005 - Premio Oscar
  - Miglior film d'animazione a Brad Bird
  - Miglior montaggio sonoro a Michael Silvers e Randy Thom
  - Nomination Migliore sceneggiatura originale a Brad Bird
  - Nomination Miglior sonoro a Randy Thom, Gary Rizzo e Doc Kane
- 2005 - Golden Globe
  - Nomination Miglior film commedia o musicale
- 2005 - Empire Award
  - Nomination Miglior film
- 2005 - Kansas City Film Critics Circle Awards
  - Miglior film d'animazione
- 2004 - Las Vegas Film Critics Society Awards
  - Miglior film d'animazione
  - Miglior colonna sonora a Michael Giacchino
  - Nomination Miglior film
- 2005 - MTV Movie Award
  - Nomination Miglior film
  - Nomination Miglior performance di gruppo a Craig T. Nelson, Holly Hunter, Spencer Fox e Sarah Vowell
- 2004 - National Board of Review Award
  - Miglior film d'animazione
- 2004 - Satellite Award
  - Miglior film d'animazione
  - Nomination Migliore colonna sonora a Michael Giacchino
- 2005 - Saturn Award
  - Miglior film d'animazione
  - Nomination Miglior sceneggiatura a Brad Bird
  - Nomination Miglior colonna sonora a Michael Giacchino
- 2005 - Critics' Choice Movie Award
  - Miglior film d'animazione
  - Nomination Miglior film
  - Nomination Miglior colonna sonora a Michael Giacchino
- 2006 - Grammy Award
  - Miglior arrangiamento musicale a Gordon Goodwin
  - Nomination Miglior colonna sonora a Michael Giacchino
- 2005 - Premio Hugo
  - Miglior rappresentazione drammatica (forma lunga) a Brad Bird
- 2004 - Los Angeles Film Critics Association Award
  - Miglior film d'animazione a Brad Bird
  - Miglior colonna sonora a Michael Giacchino
- 2004 - Phoenix Film Critics Society Awards
  - Miglior film d'animazione
- 2004 - San Diego Film Critics Society Awards
  - Miglior film d'animazione
- 2004 - Southeastern Film Critics Association Awards
  - Nomination Miglior film
- 2005 - Teen Choice Awards
  - Nomination Miglior film d'animazione/generato al computer
- 2005 - Visual Effects Society
  - Miglior personaggio (Bob Parr/Mr. Incredibile) a Craig T. Nelson, Bill Wise, Bill Sheffler e Bolhem Bouchiba
- 2005 - AFI Award
  - Film dell'anno
- 2005 - Eddie Award
  - Nomination Miglior montaggio in un film commedia o musicale a Stephen Schaffer
- 2005 - Annie Award
  - Miglior film d'animazione
  - Miglior regia a Brad Bird
  - Miglior recitazione a Brad Bird
  - Miglior sceneggiatura a Brad Bird
  - Migliori effetti animati a Martin Nguyen
  - Miglior animazione dei personaggi a Angus MacLane
  - Miglior character design a Tony Fucile
  - Miglior colonna sonora a Michael Giacchino
  - Miglior scenografia a Lou Romano
  - Miglior storyboarding a Kevin O'Brien
  - Nomination Miglior recitazione a Samuel L. Jackson
  - Nomination Miglior animazione dei personaggi a John Kahrs, Peter Sohn e Kureha Yokoo
  - Nomination Miglior character design a Teddy Newton
  - Nomination Miglior storyboarding a Ted Mathot
- 2005 - ASCAP Award
  - Top Box Office Films a Michael Giacchino
- 2005 - BET Awards
  - Nomination Miglior attore a Samuel L. Jackson
- 2005 - BMI Film & TV Award
  - Miglior colonna sonora a Michael Giacchino
- 2005 - Central Ohio Film Critics Association Awards
  - Nomination Miglior film
- 2005 - Dallas-Fort Worth Film Critics Association Award
  - Miglior film d'animazione
  - Nomination Miglior film
- 2005 - Golden Trailer Awards
  - Miglior film d'animazione/per la famiglia
  - Nomination Miglior commedia
- 2005 - Kids' Choice Awards
  - Miglior film
- 2005 - London Critics Circle Film Awards
  - Nomination Sceneggiatore dell'anno a Brad Bird
- 2005 - Golden Reel Award
  - Miglior montaggio sonoro in un film d'animazione
- 2005 - MTV Movie Awards México
  - Nomination Miglior doppiaggio a Víctor Trujillo (Bob)
- 2004 - New York Film Critics Circle Award
  - Miglior film d'animazione
- 2005 - People's Choice Awards
  - Nomination Miglior film
  - Nomination Miglior film d'animazione
- 2005 - PGA Awards
  - Nomination Miglior produttore a John Walker
- 2005 - Science Fiction and Fantasy Writers of America
  - Nomination Miglior sceneggiatura a Brad Bird
- 2005 - Young Artist Awards
  - Miglior film d'animazione per la famiglia
  - Nomination Miglior doppiaggio di un giovane artista a Spencer Fox

## Sequel
Già nel 2007 il regista Brad Bird voleva un sequel di questa pellicola d'animazione. Nel 2013 i produttori Pixar ipotizzarono l'uscita di un nuovo capitolo dedicato alla famiglia di supereroi, ma affermarono che non vi erano idee per poterlo sviluppare. Nel mese di marzo 2014 la Pixar annunciò pubblicamente l'uscita di un sequel relativo al film. Nell'aprile 2015 arrivò la notizia che Brad Bird stava scrivendo il sequel. Nell'aprile 2017 la Disney fissò la data di uscita de Gli Incredibili 2 nelle sale statunitensi al 15 giugno 2018.

## Cortometraggi allegati
Come per gli altri film Pixar, a Gli Incredibili, venne allegato il cortometraggio L'agnello rimbalzello, mentre venne creato, per l'uscita in DVD della pellicola, il corto L'attacco di Jack-Jack.

### L'attacco di Jack-Jack
L'attacco di Jack-Jack sarebbe dovuto apparire nel film, ma è stato tagliato dal montaggio: il regista ha scelto di ampliarlo e di trasformarlo in un cortometraggio.
Nella parte finale del film, la baby-sitter (Kari), telefona preoccupata alla signora Parr dal momento che Jack-Jack sembra avere strani poteri. Della scena si capisce soltanto che Kari ha avuto dei seri problemi con il piccolo e che è grata che Helen abbia chiamato il sostituto per il figlio. Il cortometraggio amplia la parte in questione e mostra il punto di vista di Kari.
L'attacco di Jack-Jack ha ricevuto una nomination ai Premi Hugo 2006 per Miglior Presentazione Drammatica in forma breve

### L'agnello rimbalzello
Il corto, che ha ricevuto una nomination agli Oscar 2004 per il miglior cortometraggio d'animazione, narra di un agnello, molto popolare tra gli altri animali per la sua bravura nella danza. Un giorno, però, l'agnello viene tosato da un uomo. Senza il suo morbido manto, l'agnello diventa timido e perde sicurezza nel danzare. Un jackalope di passaggio, allora, consola l'animale, insegnandogli a saltellare, e a non badare al fatto di venire tosato. L'agnello segue i consigli dell'amico e inizia a saltare, di nuovo felice.
L'agnello rimbalzello è stato diretto, scritto, narrato e composto da Bud Luckey. È il primo, allegato ad un film, a contenere dialoghi.

## Altri media

### Cortometraggio
Le avventure di Mr. Incredibile è un cortometraggio distribuito insieme all'edizione a due dischi in DVD del film. Il corto, ipotetico episodio pilota di una serie animata, è una parodia dei cartoni del sabato mattina trasmessi negli anni sessanta e settanta, realizzato con una tecnica d'animazione 2D a basso costo. Nel DVD è inclusa anche una versione del corto che presenta una finta traccia audio, in cui Mr. Incredibile e Siberius si prestano in un commento audio.

### Videogiochi
- Un videogioco omonimo tratto dal film è stato sviluppato nel 2004 da Heavy Iron Studios. Lo stesso studio ha sviluppato anche un videogioco spin-off, Gli Incredibili: L'ascesa del Minatore, che funge da sequel del primo film.
- La famiglia Parr e Sindrome sono personaggi giocabili in Disney Infinity.
- La famiglia Parr, Sindrome, Edna e Siberius sono costumi DLC per LittleBigPlanet.
- Sul film (e il suo sequel) è basato il videogioco "LEGO Gli Incredibili".